# Hólmfríður Magnúsdóttir
Hólmfríður "Frida" Magnúsdóttir (født 20. september 1984) er en islandsk fodboldspiller, som spiller for Avaldsnes IL i Norge. Hun spiller som venstre fløjspiller eller som offensiv midtbanespiller. Hólmfríður er en del af Islands landshold og har repræsentet sit land ved EM i fodbold for kvinder i 2009 og 2013. Hun har scoret næstflest mål for Islands landshold og er blandt top-10 på listen over flest landskampe.
I oktober 2020 blev Hólmfríður udtaget til landsholdet for første gang i tre år, da hun erstattede den skadede Dagný Brynjarsdóttir.